# Birkenhead
Birkenhead è una città del Regno Unito, nella penisola di Wirral, sulla sponda ovest del fiume Mersey, opposta a Liverpool, centro principale del distretto metropolitano di Wirral.

## Storia
La città è famosa come porto e per i suoi cantieri navali, tra i quali Cammell Laird.

## Amministrazione

### Gemellaggi
- Gennevilliers, Francia
- Lorient, Francia
- Latina, Italia